# Cymindis aradensis
Cymindis aradensis es una especie de coleóptero de la familia Carabidae.

## Distribución geográfica
Habita en Israel.